# Ricky Shayne
Ricky Shayne, pseudonimo di George Albert Tabett (Il Cairo, 4 giugno 1944 – Berlino, 8 novembre 2024), è stato un cantante e attore francese, di origini franco-libanesi.
È conosciuto per la sua attività di cantante di musica beat.

## Biografia
L'identità del cantante è stata a lungo avvolta da mistero (probabilmente favorito dagli addetti stampa delle case discografiche) e da alcune parti si disse che egli potesse avere origini italiane, precisamente della Puglia. In realtà, risulta nato al Cairo da padre libanese, di professione manager di una società petrolifera, e da madre francese, pittrice. Visse in Libano, dove la famiglia era emigrata dall'Egitto, fino all'età di quindici anni prima di trasferirsi per studio a Parigi e, successivamente, in Italia. Dai primi anni settanta è residente in Germania, paese in cui ha avuto un notevole successo partecipando a diverse trasmissioni della televisione.
Giunse in Italia seguendo l'onda della british invasion: Sergio Bardotti e Alberigo Crocetta lo scoprirono e lo fecero scritturare per l'etichetta ARC che gli fece incidere i primi dischi. Durante la permanenza in Italia incise nel 1965 il brano Uno dei Mods, scritto per lui da Gianni Meccia e Franco Migliacci, che segnò l'era beat scalando le classifiche delle hit parade. La canzone, sebbene fosse ambientata a Liverpool, era ispirata alla rivalità fra le bande giovanili dei mods e dei rockers, che usavano affrontarsi nei sobborghi di Londra. Il motivo è stato rilanciato nel 1990 con la partecipazione di Shayne alla seconda edizione della trasmissione televisiva di Red Ronnie Una rotonda sul mare, trasmessa da Canale 5.
Sfruttando l'onda del successo di questo brano, Shayne e i suoi autori prepararono in seguito un secondo motivo ispirato ai Mods, Vi saluto amici Mods, che aveva per tema l'addio a Liverpool del protagonista della canzone. Il brano era articolato su un ritmo lento e su un arrangiamento classico con inserti parlati accompagnati da archi e tamburi e non ebbe il medesimo successo della canzone precedente. Sempre ai Mods era ispirato anche il musicarello La battaglia dei Mods, diretto nel 1966 da Franco Montemurro, in cui Ricky Shayne recitava al fianco di Eleonora Brown e Orchidea De Santis.
Seguito dal manager Paolo Tagliaferri, Shayne ebbe come primo gruppo di supporto dal vivo I Jaguars, sostituiti poi dagli Skylarks: questo complesso romano, presente anche nelle incisioni di Shayne, era costituito da Roberto Senzasono alla batteria, Carlo Consorti al basso, Adriano Celli e Alessandro Greco alle chitarre. Nel 1966 gli Skylarks cambiarono formazione, sempre con Roberto Senzasono alla batteria, Alessandro Greco alle chitarre, ai quali si aggiunsero Marco Carlieri alla chitarra e Lino Ranieri al basso elettrico. Questa formazione accompagnò il cantante fino al suo trasferimento in Germania. Dei musicisti componenti gli Skylarks, Senzasono continuerà la carriera dapprima nei Boa Boa di Pierfranco Colonna e poi, negli anni settanta, con il gruppo di rock progressivo Reale Accademia di Musica. Alessandro Greco farà parte del gruppo Taxim e poi in seguito del gruppo che accompagnava Gianni Morandi nel 1974.
Shayne ha preferito quindi abbandonare il filone per dedicarsi, dal 1966, all'incisione di cover di brani di successo di altri artisti: Di me cosa ne sai (traduzione della Black Is Black dei Los Bravos), Dolcemente (Love me tender di Elvis Presley), Con una o dieci chitarre (Ten Guitars di Tom Jones), Nessuna donna... Mai! (There's Always Me ancora di Presley), Mamy Blue de Los Pop Tops.
Al Cantagiro 1967 il cantante franco-egiziano aveva presentato il brano Come Moby Dick, mentre al Festivalbar dell'anno successivo fu in concorso con il brano Con una o con dieci chitarre.
Come attore ha interpretato prevalentemente musicarelli, fra cui , nel 1967, Una ragazza tutta d'oro e I ragazzi di Bandiera Gialla, entrambi diretti da Mariano Laurenti.

## Discografia

### Album in studio
- 1966 - Ricky Shayne and the Skylarks
- 1969 - King Ricky
- 1970 - Fantastic
- 1972 - Mamy Blue
- 1973 - Shayne
- 1980 - Ricky Shayne
- 1982 - Heut Ist Vollmond

### Singoli
- 1965 - Uno dei Mods/Cosa pensi di me
- 1966 - Vi saluto amici mods/Non ha prezzo l'amore
- 1966 - Number one/My babe
- 1967 - Stanotte/Di me cosa ne sai
- 1967 - Come Moby Dick/L'estate si spegne
- 1967 - Dolcemente/Hello Josephine
- 1968 - Con una o dieci chitarre/Nessuna donna...mai!
- 1968 - Buonanotte Maria/Le catene
- 1971 - Mamy Blue/I've got it all
- 1978 - Ramadan/Penso a lei
- 1986 - High dee ho/All of us now

## Filmografia

### Cinema
- Altissima pressione, regia di Enzo Trapani (1965)
- La battaglia dei Mods, regia di Franco Montemurro (1966)
- Z2 operazione Circeo, regia di Alberto Cavallone (1966)
- Una ragazza tutta d'oro, regia di Mariano Laurenti (1967)
- La coppia più bella del mondo, regia di Camillo Mastrocinque (1967)
- Hurra, wir sind mal wieder Junggesellen!, regia di Harald Philipp (1971)
- Olympia - Olympia, regia di Kurt Wilhelm (1971)

### Televisione
- L'Ispettore Derrick (Derrick) – serie TV, episodio 3x06 (1976)
- Sylter Geschichten – serie TV (1993)
- Endlich Samstag! – serie TV, episodio 2x09 (2008)